# Roar Berthelsen
Roar Berthelsen (ur. 3 listopada 1934 w Bergen, zm. 1 sierpnia 1990 w Oslo) – norweski skoczek w dal. Mąż Berit Berthelsen. Reprezentował barwy klubów Mandal og Halse IL i IK Tjalve. Podczas kariery mierzył 190 cm, ważył 81 kg.

## Osiągnięcia
- Mistrz Norwegii w skoku w dal (4x): 1954, 1956, 1957, 1959[1]

Uczestniczył w Mistrzostwach Europy w 1954 roku – zajął na nich jedenastą pozycję w zawodach skoku w dal, osiągając wynik 7,16 m w rundzie finałowej. Rywalizował również na igrzyskach olimpijskich w 1960 roku, jednak nie zakwalifikował się do rundy finałowej.
Jego najlepszym wynikiem w karierze był 7,62 m w zawodach na Bislett Stadion w sierpniu 1959 roku. Rezultat ten daje mu trzynastą pozycję w historii skoku w dal wśród norweskich lekkoatletów. Wynik ten w latach 1959–1968 był rekordem Norwegii.